# Кайзер, Генрих
Генрих Густав Иоханнес Кайзер (нем. Heinrich Gustav Johannes Kayser; 16 марта 1853 — 14 октября 1940) — немецкий физик.
Член Германской академии естествоиспытателей «Леопольдина» (1886), иностранный член-корреспондент Петербургской академии наук (1902), иностранный член Лондонского королевского общества (1911).

## Биография
Брат немецкого ученого-геолога — Эммануэля Кайзера.
Окончил Боннский университет, где в 1894—1920 годах преподавал, а также создал центр спектроскопии. Первоначально занимался исследованиями акустических волн, что было темой его диссертации в Берлинском университете в 1879 году, установил присутствие гелия в атмосфере Земли. Вместе с Карлом Рунге исследовал спектры химических элементов.
В честь Кайзера названа единица СГС «кайзер», обозначающая волновое число.

## Основные работы
- Ueber den Einfluss der Intensität des Schalles auf seine Fortpflanzungsgeschwindigkeit (недоступная ссылка). In: Ann. Phys. Chem. 4, 1879, S. 465—485.
- Lehrbuch der Physik für Studierende. Enke, Stuttgart 1894.
- совместно с Карлом Рунге: Handbuch der Spektroskopie. 8 Bände. 1900—1924.